# Cirill ábécé
A cirill ábécé egy írásrendszer, mely leginkább Kelet-Európában és Észak-, valamint Közép-Ázsiában elterjedt. A görög unciális írásból származik, hagyományosan Szent Cirillnek és Szent Metódnak tulajdonítják a létrehozását, azonban elképzelhető, hogy egy korai bolgár írásból fejlődött ki.

## Története
A cirill betűs írás létrehozásának története a 9. században kezdődik. 860 körül két hittérítő testvér, a „Filozófus” Konsztantin (később Cirill), és Metód, III. Mihály bizánci császár parancsára elkezdett dolgozni a szláv írásbeliség megalkotásán. Feltehetően ez egy 43 betűs ábécé volt. Vitás kérdés azonban, hogy ez a cirill ábécé volt-e az eredeti (ebben az esetben a glagolita ábécét titkosírásnak tartják, amely a cirill írás betiltása után látott napvilágot), vagy pedig a glagolita ábécét (így a cirill írást Kliment Ohridszkinek tulajdonítják, aki a hittérítő testvérek tanítványa volt). (A történetéről bővebben lásd a glagolita ábécét.) Ezek az ábécék kizárólag betűalakban különböztek egymástól. Emellett az is kérdéses még, hogy ez az írás a korábbi létező szláv ábécé csekély módosítása volt-e, vagy a testvérek maguk állították össze a meglévő szláv és görög ábécé alapján.

Régi szláv ábécé (példákkal, kiejtéssel és a számértékekkel)

Egyes betűk álló és dőlt (folyóírású) eltérő képe

Ennek az írásnak hamar nőtt a népszerűsége, gyorsan terjedt, aminek egyenes következménye lett, hogy a római pápa 885-ben betiltotta.
A cirill írást hivatalosan először Bulgáriában vezették be a 9. században. Eredetileg 44 betűt tartalmazott. A bolgár ábécé azóta több változtatáson ment keresztül, a két legutóbbi változtatás 1870-ben és 1946-ban történt, amikor a betűk számát először 32-re, majd a mai 30-ra csökkentették.
Oroszországban a cirill írást országosan 1708-ban vezették be cári rendeletre, és orosz polgári írásnak nevezték el. Ez az írás egy sor reformon ment keresztül, csökkent a betűk száma, egy új betű, a ё is bekerült az ábécébe N. M. Karamzin javaslatára, valamint bekerült az э betű is. Az utolsó nagy írásreformot 1918-ban vezették be, aminek köszönhetően kialakult a modern, 33 betűből álló orosz ábécé. Ezt később – az illető nyelv sajátságaihoz kisebb-nagyobb változtatásokkal hozzáigazítva – több, az egykori Szovjetunión belüli ország is bevezette, főként olyan országokban, ahol a 20. század előtt nem volt még írásbeliség, vagy az fejletlen volt. Az 1917-es októberi orosz forradalom után bevezették a Szovjetunió egykori köztársaságaiban is (a balti köztársaságok és Grúzia, valamint Örményország kivételével).
A kezdeti 43 betűből álló ábécében minden betűnek volt egy szóértéke (a szimbólum neve), és néhány szimbólumnak számértéke is volt, lásd: Orosz ábécé. Számértékük csak azoknak a szimbólumoknak volt, amelyeket közvetlenül a görög ábécéből vettek át, ez lehetővé tette a bibliai nevek szent jelentéseinek kiszámítását a bizánci irodalom görög nyelvéről szláv nyelvre fordításánál.

## Mai elterjedtsége

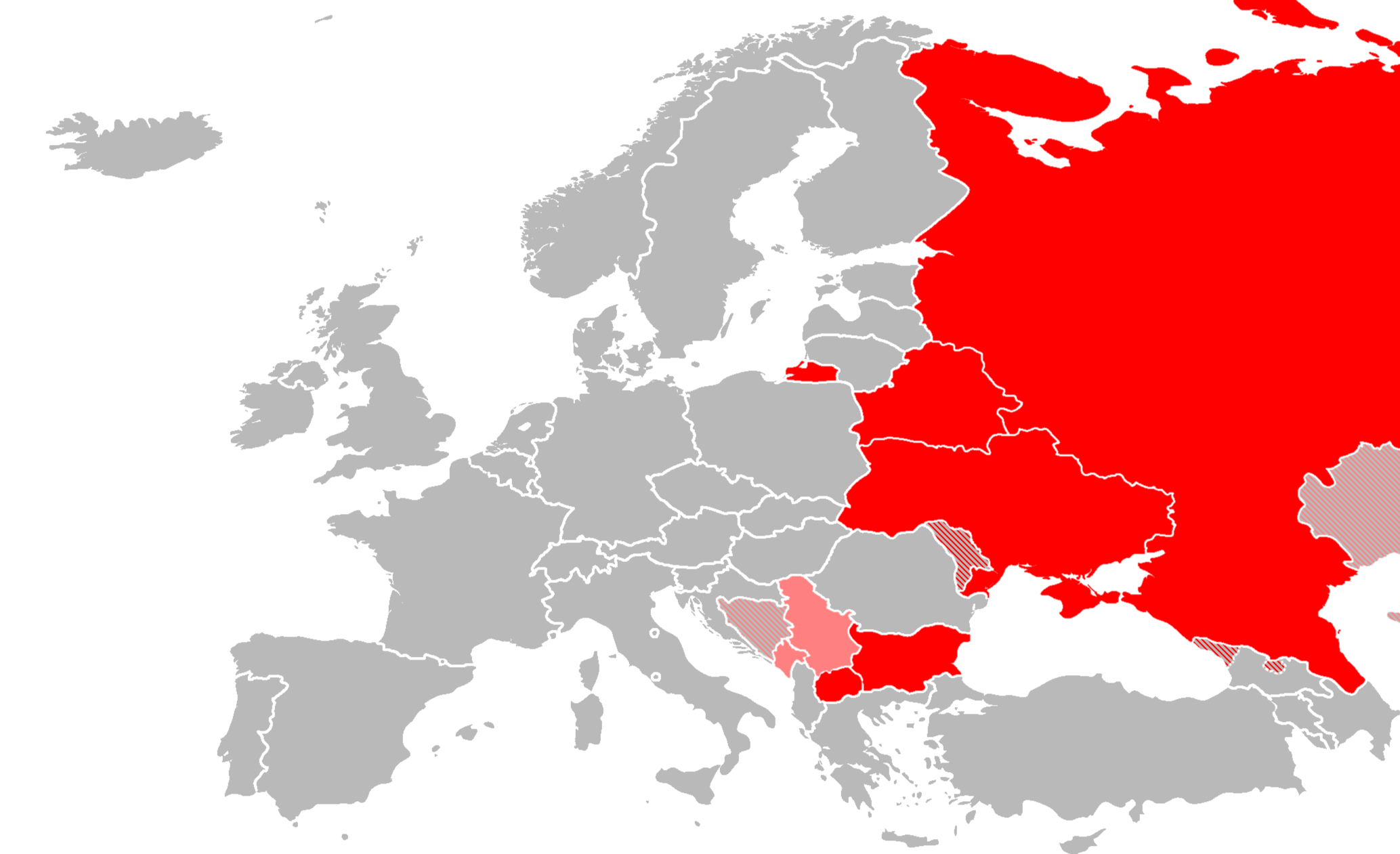
A cirill írás mai elterjedése az európai országokban:
(A csíkozott területű országokban több hivatalos nyelv is van, amelyek egy része nem a cirill ábécét használja.)

Az egyes nyelvek ábécéje lényegében azonos, csak néhány betűben különbözik, ez hasonló ahhoz, mint amikor a latin írásban sok nyelv új jelet vezetett be. Egyébként a cirill írásban a latin betűs írással ellentétben csak ritkán használnak csatolt jeleket vagy pontokat (hangsúlyjel), hanem új betűformát vezettek be. Az óegyházi szláv írás egy sor olyan jelet használt, amelyet a mai írás már nem használ.

## Átírás
Számos rendszer létezik a cirill írás latinizációjára, legtöbbször nyelvenként több fajta átírás létezik, némelyik betűhű, némelyik fonetikus. A magyar nyelvre való átírás a betű- és a hangsort egyaránt figyelembe veszi az AkH.12 218. szerint.
Néhány nyelvnek van saját hivatalos átírása is, ezeknél a nyelveknél tanácsos ezt használni.
A legismertebb átírási rendszerek:
- Az ENSZ Working Group on Romanization Systems ajánlása a különböző nyelvekhez. Széles körben elfogadott és használt.
- ISO 9:1995, az International Organization for Standardizationtól.
- America Library Association & Library of Congress (ALA-LC) Romanization tables for Slavic alphabets, Észak-Amerikai könyvtárakban használatos.
- BGN/PCGN 1947 (United States Board on Geographic Names & Permanent Committee on Geographical Names for British Official Use) átírási rendszere.
- GOST 16876-71 (1983) az egykori Szovjetunióban kifejlesztett, állami szabványként (GOsudarstvennyj STandart) hivatalossá tett rendszer.

A szerb nyelv esetében az átírásra a horvát nyelv latin ábécéje használatos, ahol betűhűen átírhatóak a cirill karakterek latin megfelelőjükre.

## A cirill írás napja
A cirill írás napja május 24-én van. Ezen a napon a moszkvai Kreml közelében lévő Szlavjanszkaja téri Cirill és Metód-emlékmű tövében virágokat helyeznek el, és a templomokban istentiszteleteket tartanak.
Bulgáriában május 24. nemzeti ünnep, munkaszüneti nap.